# Microlophus bivittatus
Espèce
Synonymes
- Tropidurus bivittata Peters, 1871

Statut de conservation UICN

 NT  : Quasi menacé
Microlophus bivittatus est une espèce de sauriens de la famille des Tropiduridae.

## Répartition

Répartition

Cette espèce est endémique de l'île San Cristóbal aux îles Galápagos en Équateur.

## Publication originale
- Peters, 1871 : Über einige Arten der herpetologischen Sammlung des berliner zoologischen Museums. Monatsberichte der Königlich preussischen Akademie der Wissenschaften zu Berlin, vol. 1, p. 644-653 (texte intégral).